# Walter Krafft
Walter Krafft (n. 23 iunie 1936, București, România – d. 17 februarie 2021) a fost un pianist și profesor de muzică german.

## Biografie
Walter Krafft a primit primele lecții de muzică de la mama sa, Hermine Krafft (1903–1993), care fusese educată la Viena și Berlin înainte de al Doilea Război Mondial. Apoi a studiat la Conservatorul din București ca elev al Floricăi Musicescu, profesorul lui Dinu Lipatti.
După aceste studii a dezvoltat o activitate intensă de concert. În 1967 a fondat la München o școală de muzică.